# سرزمین عجایب ویلی
سرزمین عجایب ویلی (به انگلیسی: Willy's Wonderland) یک فیلم آمریکایی در ژانر کمدی اکشن محصول سال ۲۰۲۱ به کارگردانی کوین لوئیس با بازی نیکلاس کیج، امیلی تاستا، بت گرانت، گرانت کرامر و کایلی، کوان است.

## خلاصه داستان
داستان این فیلم دربارهٔ یک مسافر است که بدلیل خرابی ماشینش و نبود سیستم پرداخت با کارت اعتباری مجبور میشود به عنوان سرایدار در مکانی با اسم رمز «سرزمین عجایب ویلی» کار کند تا هزینه تعمیرات ماشینش پرداخت شود. او خیلی زود متوجه می‌شود که در یک مرکز تفریحی و خانوادگی پر از عروسک‌های تسخیر شده توسط شیاطین، گیر افتاده‌است و باید راهی برای نجات خود و فرار از این مکان پیدا کند.

## تولید
فیلمبرداری در آتلانتا انجام شد.